# Sean Lamont
Sean Fergus Lamont (Perth, 15 gennaio 1981) è un ex rugbista a 15 britannico, internazionale per la Scozia, che giocava nei ruoli di ala o centro.
Era un'ala rapida, abbastanza forte fisicamente e discreta anche nel gioco al piede. Dopo tutta la trafila nelle nazionali giovanili, di cui era diventato capitano nel 2001, è arrivato a giocare nella nazionale maggiore della Scozia e ha fatto il suo debutto contro Samoa il 4 giugno del 2004 (38-3 per gli scozzesi). Nel suo debutto casalingo, nel leggendario Stadio di Murrayfield ha subito segnato la sua prima meta in nazionale contro l'Australia. Ha contribuito alla prima vittoria nel Sei Nazioni 2006 per la Scozia contro la Francia, grazie ad una meta. Anche suo fratello Rory Lamont, anch'egli ala, ha giocato in nazionale.

## Palmarès
- Pro12: 1
Glasgow: 2014-15
- Challenge Cup: 1
Northampton: 2008-09